# Silent Miracles
Silent Miracles è un EP della band power metal tedesca Gamma Ray, pubblicato nel 1996. "Farewell" è stata la settima traccia del disco Land of the Free, "The Silence" è invece la versione ri-masterizzata nel 1995 dell'omonima traccia contenuta in Heading for Tomorrow del 1990 ma ricantata da Kai Hansen. "Miracle" e "A While in Dreamland" sono delle tracce inedite, sebbene la prima sia una sorta di ri-arrangiamento di Man on a Mission, canzone presente su Land of the Free.

## Tracce
1. Miracle - 7:18
2. Farewell - 5:12
3. The Silence ('95 Version) - 6:29
4. A While In Dreamland - 4:17

## Formazione
- Kai Hansen - voce, chitarra
- Dirk Schlächter - chitarra, tastiere
- Jan Rubach - basso
- Thomas Nack - batteria